# Henric Cihoski
Henric Cihoski, romunski general, * 1871, † 1950.